# Masurenlied

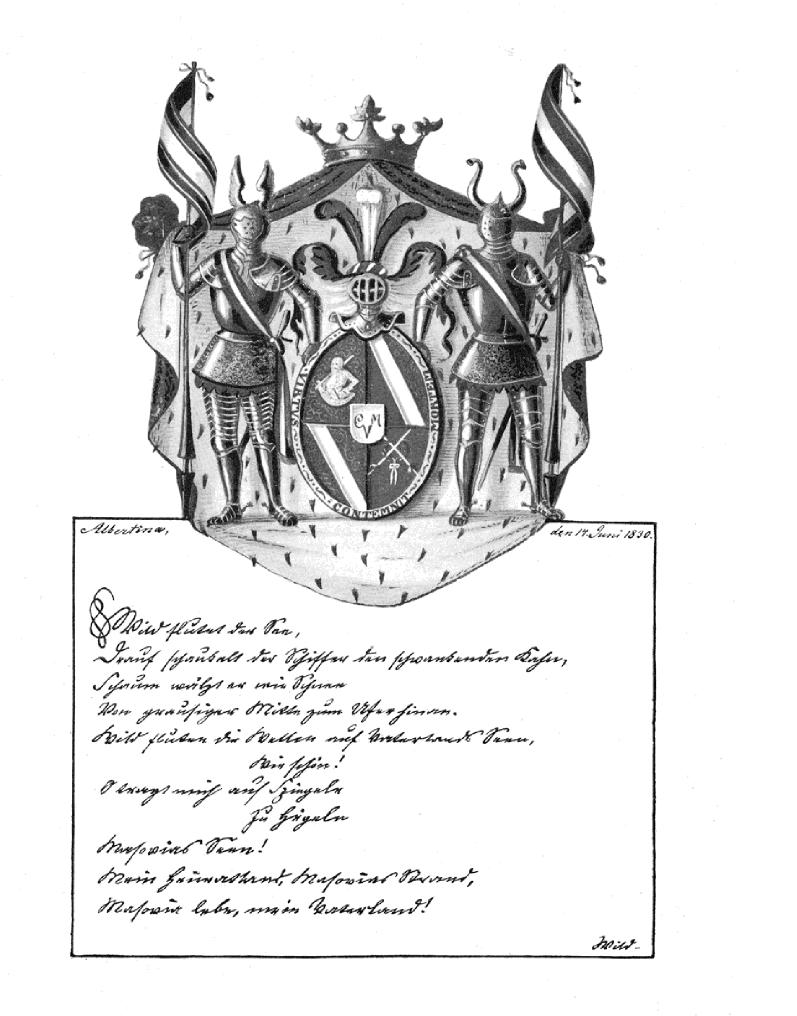
Ludwig Clericus: Wild flutet der See und das alte Wappen des Corps Masovia (Liederbuch der Albertina)

Friedrich Dewischeit dichtete 1855 das Masurenlied als eines von fünf Liedern über Masuren. 

## Bedeutung
Dewischeit widmete das Lied seinen Corpsbrüdern von der Studentenverbindung Masovia. Des Masuren Wanderlied wurde zur Landeshymne Masurens. Der Reichssender Königsberg verwendete die Melodie ab 1930 als Pausenzeichen (1930 feierte das Corps Masovia in Königsberg das 100. Stiftungsfest). Mit dem Lied beginnt beim Corps Masovia Königsberg zu Potsdam jede Kneipe. Das Lied sollte tief angestimmt und im wiegenden 6⁄8-Takt gesungen werden.
Wild flutet der See,

Drauf schaukelt den Fischer der schwankende Kahn.

Schaum wälzt er wie Schnee

Von grausiger Mitte zum Ufer hinan.

Wild fluten die Wogen auf Vaterlands Seen, wie schön!

O tragt mich auf Spiegeln zu Hügeln, Masovias Seen!

Masovialand, mein Heimatland,

Masovia lebe, mein Vaterland!

 

Wild brauset der Hain,

Dort spähet der Schütze des Wildes Spur.

Kühn dringt er hinein,

Durchwandelt die Wälder, die Felder, die Flur.

Ihr schwebenden Wolken gedenket doch mein am Hain,

O führt mich auf Flügeln des Windes zur Heimat ein.

Der Jugend Hain, der Seen Strand,

Masovia lebe, mein Vaterland!

Tal, Hügel und Hain,

Dort wehen die Lüfte so frei und so kühn.

Möcht’ immer da sein,

Wo Söhne dem Vaterland kräftig erblüh’n.

Da ziehen die Wolken durch Nebel grau, oh schau!

Dort lächelt auf Seen und Höhen des Himmels Blau.

O Heimatland, Masovias Strand,

Masovia lebe, mein Vaterland!